# Porządna kobieta
Porządna kobieta (ang. A Good Woman) – zrealizowany w ramach międzynarodowej koprodukcji brytyjski melodramat z 2004 roku w reżyserii Mike’a Barkera. Adaptacja sztuki Oscara Wilde’a pt. Wachlarz lady Windermere.
Premiera filmu miała miejsce 15 września 2004 roku na MFF w Toronto. Na ekrany polskich kin film wszedł 2 grudnia 2005 roku.

## Fabuła
Akcja filmu rozgrywa się w latach 30. XX wieku. Stella Erlynne (Helen Hunt) swoim zachowaniem zapracowała sobie na złą opinię w towarzystwie. W końcu członkowie miejscowej elity wywierają na kobiecie presję i zmuszają ją do opuszczenia miasta. Stella postanawia osiąść na włoskim wybrzeżu w Amalfi. Wkrótce po przyjeździe wraca do swojego dawnego stylu życia i z upodobaniem oddaje się licznym intrygom oraz romansom. Urokowi uwodzicielki ulega zamożny Robert Windermere (Mark Umbers Steve), który spędza tu swoje pierwsze wakacje z niedawno poślubioną żoną, Meg (Scarlett Johansson). O względy prawdziwej i niewinnej pani Windermere zaczyna zabiegać lord Darlington (Stephen Campbell Moore). Zupełnie niespodziewanie jeden z wielu oddanych adoratorów Stelli, milioner Tuppy (Tom Wilkinson), postanawia się jej oświadczyć. Tymczasem okazuje się, że panna Erlynne czeka na spotkanie z kimś, kogo szukała przez 21 lat.

## Obsada
- Helen Hunt – pani Stella Erlynne
- Scarlett Johansson – lady Windermere
- Tom Wilkinson – Tuppy
- Stephen Campbell Moore – lord Darlington
- Roger Hammond – Cecil
- Diana Hardcastle – lady Plymdale
- Giorgia Massetti – Alessandra
- John Standing – Dumby
- Mark Umbers Steve – Robert Windermere
- Milena Vukotic – Lucchino

## Produkcja
Zdjęcia do filmu kręcono we Włoszech (Amalfi, Atrani, Ravello), a okres zdjęciowy trwał od 3 do 24 listopada 2003 roku.